# ゴダールの映画史
『ゴダールの映画史』（仏語Histoire(s) du cinéma、「単数（複数）の映画史」の意）は、ジャン＝リュック・ゴダール脚本・監督による、1988年 - 1998年の間に断続的に製作および発表され1998年に完成した、全8章からなるフランスのビデオ映画シリーズである。2002年に84分の再編集版『映画史特別編 選ばれた瞬間 Moments choisis des histoire(s) du cinéma』が製作され、2005年に公開された。

## 概要

### 構成
本作の構成は以下の全8章。邦題は2000年の完全版日本公開時のもの。
- 1A すべての歴史 1A Toutes les histoires　1988年 - 1998年　51分
- 1B ただ一つの歴史 1B Une histoire seule　1988年 - 1998年　42分
- 2A 映画だけが 2A Seul le cinéma　1994年 - 1998年　27分
- 2B 命がけの美 2B Fatale beauté　1994年 - 1998年　29分
- 3A 絶対の貨幣 3A La monnaie de l'absolu　1995年 - 1998年　27分
- 3B 新たな波 3B Une vague nouvelle　1995年 - 1998年　27分
- 4A 宇宙のコントロール 4A Le contrôle de l'univers　1997年 - 1998年　28分
- 4B 徴(しるし)は至る所に 4B Les signes parmi nous　1988年 - 1998年　37分

再編集版
- 映画史特別編 選ばれた瞬間 Moments choisis des histoire(s) du cinéma　2002年　84分

### 略歴
- 1989年　「1A」「1B」のファースト・ヴァージョン完成。
- 1994年　「2A」「2B」のファースト・ヴァージョン完成。
- 1995年　「3A」「3B」のファースト・ヴァージョンがロカルノ国際映画祭で上映。ディスカッションに日本から蓮實重彦参加。
- 1996年　「4A」がトロント国際映画祭で上映。製作に出資しているゴーモン社がビデオからフィルムへの変換作業を開始。
- 1997年　「3A」「4A」の35ミリプリント・ヴァージョンが第50回カンヌ国際映画祭で上映。ゴーモン社のラボ部門が総力を注いだこのヴァージョンにゴダールは不満を表明、変換作業が頓挫する。
- 1998年　全8章が完成。フランスのガリマール出版社がゴーモン社と提携、4巻のDVDブックを出版。追ってゴーモン社が4巻のVHSを発売。
- 1999年7月 - 8月　当初から製作に出資しているカナル・プリュスが全欧で毎週1章ずつ放映。
- 1999年11月5日　ドイツECMレコードが全サウンドトラック5枚組、英仏独各語版揃い4巻のCDブックを出版（ISBN 3829153295）

### 日本での受容
1992年5月20日 - 5月21日、『ゴダールの映画史』の邦題で1988年、1989年に先行して発表された1Aと2Aが、『第一章 すべての歴史』、『第二章 単独の歴史』としてWOWOWで2日連続放映された。1994年2月24日、キネコで上映プリントを製作、ACTで劇場公開された。字幕は寺尾次郎。
1998年に全8章の作品として完成した『映画史』は、フランス映画社の配給、「映画史翻訳集団2000」の字幕により、2000年5月13日に1Aから2Bまでの4章が、6月10日に3Aから4Bまでの4章が公開になった。DVDは紀伊国屋書店から『ジャン＝リュック・ゴダール 映画史 全8章』ボックスとして、「映画史日本DVD制作集団2001」の詳細なリファレンス（総合監修浅田彰）が付されたものが翌2001年11月22日に発売された。
2005年にフランスで公開された『映画史特別編 選ばれた瞬間』は、2006年8月5日 - 8月6日、フランス映画社の配給で公開された。DVDは紀伊国屋書店から翌2007年3月24日に発売された。
映画史翻訳集団2000
松岡葉子、武田潔、堀潤之、橋本一径、ベルナール・エイゼンシッツ、アンドリュー・リトヴァク、蓮實重彦、浅田彰、山田宏一、奥村昭夫、小沼純一、藤原えりみ、細川晋、野谷文昭、桜井美奈、金谷重朗、吉岡芳子、冨田三起子、高水美佐、竹内紀子、川喜多和子、柴田駿

## スタッフ
- 監督　ジャン＝リュック・ゴダール
- 脚本　ジャン＝リュック・ゴダール
- 撮影　ジャン＝リュック・ゴダール、ピエール・バンジェリ、エルヴェ・デュアメル
- 録音　フランソワ・ミュジ、ピエール＝アラン・ベス、ジャン＝リュック・ゴダール
- 編集　ジャン＝リュック・ゴダール
- 製作　カナル・プリュス（仏テレビ局Canal+）、フランス国立映画センター（CNC）、JLGフィルム、フランス3シネマ（仏テレビ局France 3）、ラ・セット・シネマ（仏テレビ局La Sept）、ゴーモン（Gaumont）、ヴェガ・フィルム

## キャスト
- ジャン＝リュック・ゴダール
- ジュリー・デルピー
- サビーヌ・アゼマ
- アラン・キュニー
- ジュリエット・ビノシュ
- セルジュ・ダネー
- ジャン＝ピエール・ゴス
- アンヌ＝マリー・ミエヴィル
- アンドレ・マルロー　（アーカイヴ・フッテージ）
- パウル・ツェラン　（アーカイヴ・フッテージ）
- エズラ・パウンド 　（アーカイヴ・フッテージ）

## 註
1. ↑  本ページタイトル作成に際し、たんに『映画史』（ページタイトルは重複を避けるために「映画史 (映画)」）、あるいはDVDタイトル『ジャン＝リュック・ゴダール 映画史 全8章』とする選択肢も存在したが、紛らわしさと煩雑さから、シンプルで明快な日本初出タイトルを採用した。